# Scytodes vieirae
Scytodes vieirae là một loài nhện trong họ Scytodidae.
Loài này thuộc chi Scytodes. Scytodes vieirae được miêu tả năm 2000 bởi Rheims & Antonio D. Brescovit.